# Lago Aviolo
Il lago Aviolo è un bacino lacustre semi-artificiale situato a 1930 m s.l.m. in comune di Edolo nell'alta val Paghera, in provincia di Brescia e nel Parco dell'Adamello.
Il lago è stato creato nel 1935 dalla Società generale elettrica cisalpina (ex Società generale elettrica Adamello, e poi divenuta Edison) per alimentare la centrale elettrica di Sonico.
Nel 1984 venne attivata la centrale di Edolo e contemporaneamente l'acqua fornita dal lago venne dirottata in un tunnel di derivazione che dal lago d'Aviolo porta l'acqua nella galleria di presa proveniente dal lago d'Avio.